# Scillo
Scillo, Silo o Sillo (in croato: Šilo Velo o Šilo Veliko) è un isolotto disabitato della Croazia, situato lungo la costa dalmata settentrionale; fa parte delle isole Incoronate. Amministrativamente fa parte del comune Morter-Incoronate, nella regione di Sebenico e Tenin. Assieme a un piccolo scoglio adiacente segnato nelle mappe con lo stesso nome (vedi sez. "isole adiacenti") erano anche chiamati isolotti Scillo o Silo.

## Geografia
L'isolotto, lungo circa 1,5 km e largo 600 m, ha la vaga forma di un punteruolo (šcilo in croato significa questo); ha un'altezza massima di 54,6 m, una superficie di 0,674 km² e uno sviluppo costiero di 3,83 km. Si trova ad ovest della parte settentrionale dell'isola Incoronata, a nord-ovest di baia Sipnata (uvala Šipnate), a sud-est di Abba Grande ed è circondato da alcuni isolotti. Scillo piccolo è la continuazione della sua punta meridionale.

### Isole adiacenti
- Dragunara[11] (Dragunara), lungo circa 220 m[2] a nord-nord-ovest, tra Scillo e Abba Grande; ha una superficie di 0,016 km²[3], uno sviluppo costiero di 0,52 km[3] e l'altezza di 18 m[2] 43°51′40″N 15°13′17″E.
- Abba Piccola[12] o Obravacina[7][13] (Aba Mala o Abica), isolotto di circa 280 m, con una superficie di 0,031 km²[3], la costa lunga 0,72 km e l'altezza di 28 m[2]; si trova ad ovest a circa 580 m[2]43°51′26″N 15°12′42″E.
- Due Sorelle (Sestrica Vela e Sestrica Mala), due isolotti a ovest.
- Scillo piccolo[4][9] , Silo Piccolo[8] o Zernicovaz[7] (Šilo Malo o Crnikovac), isolotto lungo circa 260 m, a 100 m dalla punta meridionale di Scillo, in direzione sud-est; ha una superficie di 0,021 km², uno sviluppo costiero di 0,63 km[3] e l'altezza di 8 m[2] 43°50′44″N 15°14′10″E.
- Fighera[14], Smoquignak[7][15][16] (Smokvenjak), circa 240 m ad est dalla punta meridionale di Scillo, tra quest'ultimo e l'isola Incoronata, misura circa 360 m[2] Xornich[9], ha una superficie di 0,075 km² e uno sviluppo costiero di 1 km[3] 43°50′58″N 15°14′18″E.
- Zornich[9] (Zornik o Zornjak), scoglio ad est, tra Scillo e l'isola Incoronata, e a nord di Smoquignak; ha un'area di 5382 m²[17] 43°51′10″N 15°14′15″E.

### Cartografia
- (HR) Mappa topografica della Croazia 1:25000, su preglednik.arkod.hr. URL consultato il 27 febbraio 2017.
- G. Giani, Carta prospettiva delle Comuni censuarie della Dalmazia, foglio 2, 1839. Fondo Miscellanea cartografica catastale, Archivio di Stato di Trieste.
- Carta di cabottaggio del mare Adriatico, foglio VII, Milano, Istituto geografico militare, 1822-1824. URL consultato il 17 febbraio 2017 (archiviato dall'url originale il 13 aprile 2013).